# Gravity (album Caliban)

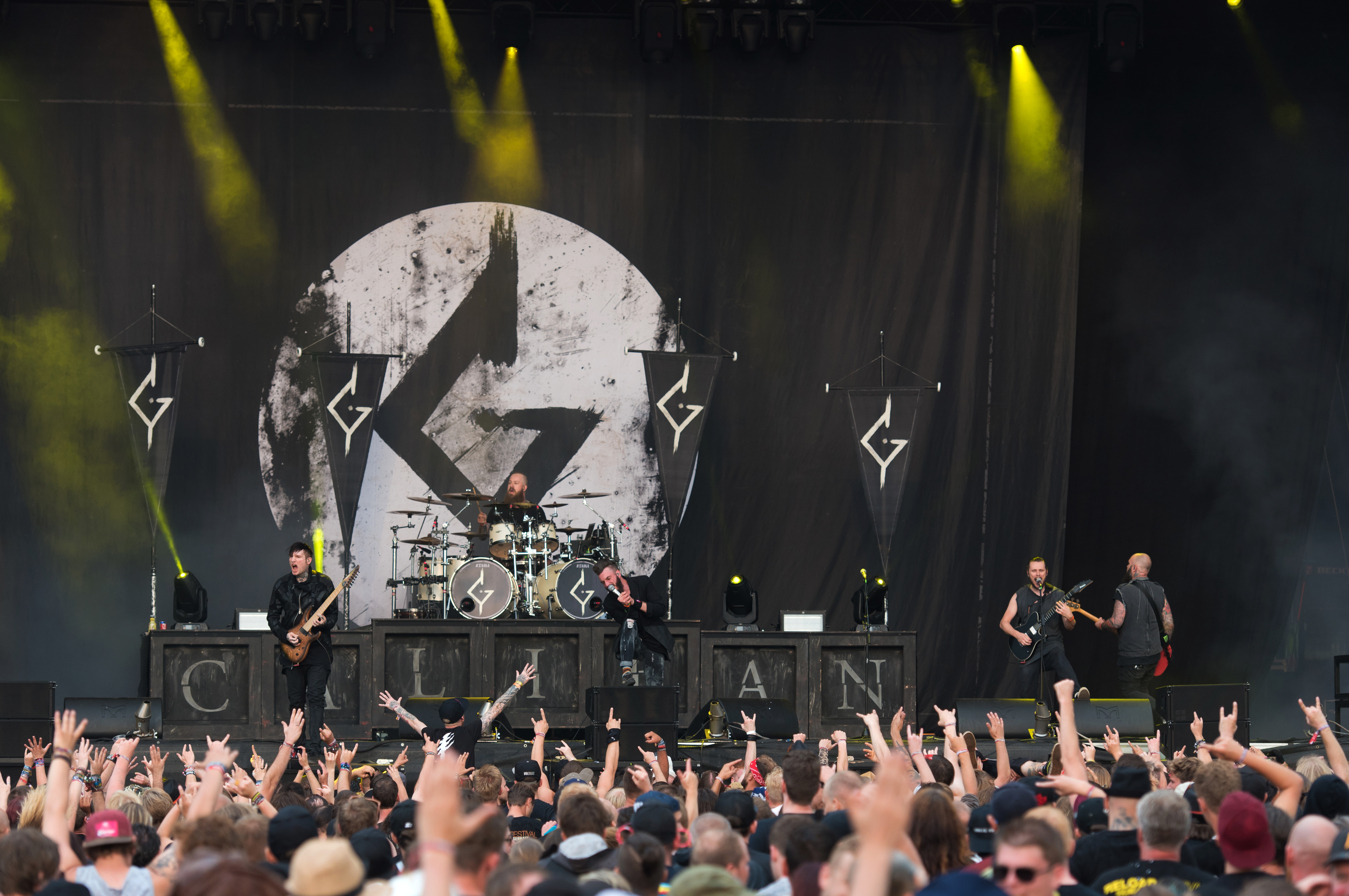
Oprawa graficzna albumu podczas koncertu grupy na Reload Festival w 2017

Gravity – dziesiąty album studyjny niemieckiej grupy muzycznej Caliban, wydany 25 marca 2016 nakładem Century Media Records.
Album był nagrywany w Nemesis Studios, miksowany w Nemesis Studios i 4ohm Music, a mastering wykonano w Hertzwerk Studio i Nullzweistudios.
Płytę promowały teledyski do utworów „Paralyzed” i „brOKen”.

## Lista utworów
1. „Paralyzed” – 4:33
2. „Mein schwarzes Herz” – 3:02
3. „Who I Am” – 4:12
4. „Left for Dead” – 3:24
5. „Crystal Skies” – 3:32
6. „Walk Alone” – 4:10
7. „The Ocean’s Heart” – 3:54
8. „brOKen” – 4:07
9. „For We Are Forever” – 3:39
10. „Inferno” – 3:39
11. „No Dream Without a Sacrifice” – 3:53
12. „Hurricane” – 3:41

Utwory dodatkowe:
13. „Mein Schwarzes Herz” (Der Tante Renate / Steinborn Remix) – 3:34
14. „Paralyzed” (Emma McLellan Remix) – 3:47

## Twórcy
Skład zespołu
- Andreas Dörner – śpiew, teksty
- Marc Görtz – gitara elektryczna, kompozycje, produkcja muzyczna, miksowanie
- Denis Schmidt – gitara elektryczna, śpiew melodyjny
- Marco Schaller – gitara basowa
- Patrick Grün – perkusja

Udział innych
- Katha Grischkowski – śpiew w utworach „Mein schwarzes Herz” i „No Dream Without a Sacrifice”
- Jamie Graham (Grot, Heart Of A Coward) – śpiew w utworze „Crystal Skies”
- Alissa White-Gluz (Arch Enemy) – śpiew w utworze „The Ocean’s Heart”
- Marcel Gadacz (Dream On, Dreamer) – śpiew w utworze „Inferno”, oprawa graficzna, układ graficzny
- Zachary Britt (Dream On, Dreamer) – śpiew w utworze „Inferno”[8]
- Benny Richter – produkcja muzyczna, teksty, keyboard, śpiew dodatkowy
- Marcel Neumann (We Butter the Bread with Butter) – keyboard, koprodukcja
- Christoph Koterzina – śpiew dodatkowy
- Olman Viper – mastering
- Klaus Scheuermann – miksowanie
- Moritz Maibaum – fotografie

## Treść
Przedstawiony na okładce płyty obraz (stylizacja litery G i zawarta w niej punkt) symbolizuje tytułową grawitację.
W warstwie tekstowej album obejmuje kwestie bólu, wściekłości, nadziei, ciemnej strony człowieka, straty, sfery uczuć, negatywnych doświadczeń w związkach.
Tekst piosenki „Paralyzed” ukazuje problem utraty tożsamości i związane z tym odnalezienie siebie, co zobrazowane zostało w powstałym teledysku.
Słowa utworu „Mein schwarzes Herz” są – w odróżnieniu do reszty piosenek (wykonywanych w języku angielskim) – napisane w języku niemieckim.
Tekst utworu „Walk Alone” dotyczy sprawy uchodźców w Europie i jest wezwaniem do tolerancji oraz większej odwagi do otwartości.
Liryki piosenki „The Ocean’s Heart” podejmując temat nielegalnego połowu wielorybów (gościnnie w utworze wystąpiła kanadyjska wokalistka Alissa White-Gluz, zaangażowana w ochronę tych zwierząt).
Pierwszy wers tekstu utworu „brOKen”, tj. „No beautiful surface without a terrible depth” stanowi cytat autorstwa Friedricha Nietzsche.